# Lobus vindex
Lobus vindex là một loài ruồi trong họ Asilidae. Lobus vindex được Janssens miêu tả năm 1954. Loài này phân bố ở vùng nhiệt đới châu Phi.